# Eustrotia fuscicilia
Eustrotia fuscicilia är en fjärilsart som beskrevs av George Francis Hampson 1891. Eustrotia fuscicilia ingår i släktet Eustrotia och familjen nattflyn. Inga underarter finns listade i Catalogue of Life.